# Krzywe Langrehra
Krzywe Langrehra – wykresy podające pojemności względem ziemi linii napowietrznych dla różnych układów przewodów liniowych i odgromowych. Wykorzystywane są do wyznaczania wartości pojemnościowych prądów zwarć doziemnych (tzw. metoda obliczeniowa Langrehra). Dokładność metody jest rzędu 2%.